# كريم (فريق روك)
كريم (بالإنجليزية: Cream) فريق روك بريطاني تشكل في لندن عام 1966. ويتكون من جاك بروس، وإيريك كلابتون، وجينجر بيكر. كان بروس مؤلف الأغاني والمغني الأساسي، على الرغم من أن كلابتون وبيكر غنوا أيضًا منفردين، وساهموا في الأغاني. تم التشكيل من أعضاء فرق ناجحة سابقًا، وتعتبر على نطاق واسع أول فريق سوبر في العالم (فريق أداء موسيقي يتمتع أعضاؤه بمهن فردية ناجحة). كان فريق كريم يحظى بتقدير كبير للإتقان الفعال لكل عضو من أعضائه. أدت التوترات بين بروس وبيكر إلى قرارهما في مايو 1968 بالانفصال، على الرغم من إقناع الفريق بعمل ألبوم وداع نهائي، والقيام بجولة، وبلغت ذروتها في حفلتي وداع أخيرتين في قاعة رويال ألبرت في 25 و 26 نوفمبر 1968 التي صورتها هيئة الإذاعة البريطانية BBC، وعرضت في دور العرض، ثم في عام 1977 تم إصدارها كفيديو منزلي. امتدت موسيقاهم إلى العديد من أنواع موسيقى الروك. باعوا أكثر من 15 مليون اسطوانة خلال مسيرتهم المهنية، في جميع أنحاء العالم. يعتبر الألبوم الثالث للفريق «عجلات من النار Wheels of Fire» عام 1968، هو أول ألبوم مزدوج في العالم يحصل على جائزة الأسطوانة البلاتين.
تم إدخال كريم في عام 1993، إلى قاعة مشاهير الروك آند رول Rock and Roll Hall of Fame، وتم تضمينهم في كل من قوائم رولينج ستون و "في اتش 1 VH" لأعظم 100 فنان في كل العصور"، لتحتل المراكز 67 و 61 على التوالي، كما تم تصنيفهم في المرتبة رقم 16 في "أعظم 100 فنان هارد روك" على محطة "في اتش 1".

## أعضاء الفريق
جينجر بيكر: طبول، وإيقاع، ودعم وغناء، وغناء رئيسي.
جاك بروس: غناء رئيسي، ودعم غناء، وجيتار باس، ولوحات مفاتيح (كيبورد)، بيانو، وهارمونيكا، وتشيلو، وجيتار أكوستيك.
إريك كلابتون: جيتارات رئيسية وإيقاع، ودعم غناء وغناء رئيسي.

## البومات الفريق
كريم طازج (1966) Fresh Cream
دزرائيلي جيرز (1967) Disraeli Gears
عجلات النار (1968) Wheels of Fire
وداعا (1969) Goodbye

## أشهر أغاني الفريق
تقاطع طرق (1966) Crossroads
ولدت في ظل علامة سيئة (1967) Born Under a Bad Sign
حكايات أوليسيس الشجاعة (1967) Tales of Brave Ulysses
الغرفة البيضاء (1969) White Room
إشراق شمس حبك (1967) Sunshine of Your Love
سولبار (1969) SWLABR

## وصلات خارجية
- https://www.ericclapton.com كريم (فريق روك)

- http://www.jackbruce.com كريم (فريق روك)

- http://www.gingerbaker.com كريم (فريق روك)

- https://www.allmusic.com/artist/cream-mn0000112462 كريم (فريق روك)

- https://www.discogs.com/artist/229621-Cream-2 كريم (فريق روك)

- https://media.fandom.com/wiki/Cream_(band) كريم (فريق روك)